# Mitomicină C
Mitomicina C este un agent chimioterapic (antibiotic și agent alchilant) utilizat în tratamentul unor tipuri de cancer, precum cancerul vezical, pancreatic și gastric. Calea de administrare este cea intravenoasă (intravezical în cancer de vezică urinară). Există și unele formulări de uz oftalmic.
Molecula a fost descoperită în anii 1950 în culturile speciei Streptomyces caespitosus.